# Hilal Baydarov
Hilal Baydarov (ur. 1987 w Baku) – azerski reżyser, scenarzysta, producent, montażysta i operator filmowy. 
Będąc uczniem szkoły średniej dwukrotnie (w latach 2004 i 2005) został laureatem ogólnokrajowej olimpiady matematycznej. W 2011 roku był liderem azerskiej drużyny podczas olimpiady informatycznej w Tajlandii. Po ukończeniu studiów informatycznych w Baku udał się do Sarajewa, by studiować tam reżyserię pod kierunkiem Béli Tarra. 
Zadebiutował filmem Nienazwane wzgórza (2018), prezentowanym na MFF w Montrealu. Zwrócił na siebie uwagę kolejnymi obrazami Urodziny (2018) oraz Matka i syn (2019). Jego dramat Między śmiercią a śmiercią (2020) startował w konkursie głównym na 77. MFF w Wenecji, gdzie spotkał się z ciepłym przyjęciem przez krytyków.